# الانفصال في المملكة المتحدة

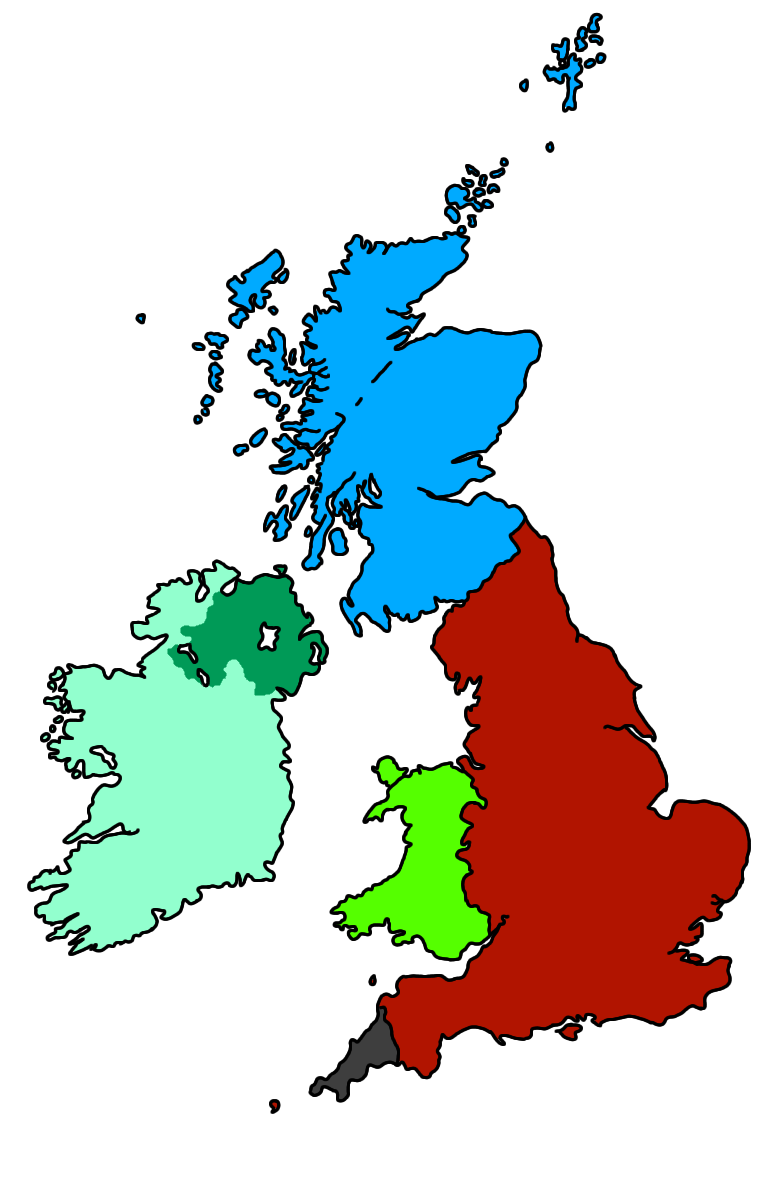
الانفصال في المملكة المتحدة

قد تشير النزعة الانفصالية في المملكة المتحدة إلى فصل أي من البلدان (إنجلترا، اسكتلندا، أيرلندا الشمالية، ويلز) أو المناطق التاريخية (مثل أولستر وكورنوال وكمبريا).

## الإنجليز
على المستوى السياسي، دعا بعض القوميين الإنجليز إلى الحكم الذاتي لإنجلترا. يمكن أن يتخذ هذا شكل إما برلمان إنجليزي مفضل داخل المملكة المتحدة أو إعادة تأسيس دولة مستقلة ذات سيادة في إنجلترا خارج المملكة المتحدة.
تشمل المنظمات الانفصالية حزب الاستقلال الإنجليزي وحزب إنجلترا الأول والجيش الشعبي لتحرير إنجلترا.

## اسكتلندا
يتم دعم الاستقلال الإسكتلندي بشكل بارز من قبل الحزب الوطني الإسكتلندي، لكن الأحزاب الأخرى تدعم أيضًا الاستقلال. 
ومن الأحزاب الأخرى المؤيدة للاستقلال التي مثلت تمثيلًا في البرلمان الإسكتلندي حزب الخضر الإسكتلندي، الحزب الاشتراكي الاسكتلندي والتضامن. في انتخابات البرلمان الإسكتلندي لعام 2016، فازت الأحزاب المؤيدة للاستقلال بـ 69 مقعدًا من أصل 129 مقعدًا (63 حزبًا نسائيًا و 6 من حزب الخضر).
تتكون حركة الاستقلال من العديد من الفصائل ذات وجهات النظر السياسية المختلفة. يريد الحزب الوطني الإسكتلندي أن تحتفظ اسكتلندا بالنظام الملكي وأن تصبح مملكة كومنولث مستقلة، على غرار كندا أو أستراليا. يريد آخرون (مثل إس إس بي والتضامن) أن تصبح اسكتلندا جمهورية مستقلة. قادت الشرطة الملكية الاحتجاجات الجمهورية وأصدرت إعلان كالتون هيل، دعت إلى جمهورية مستقلة.

## ًإيرلندا الشمالية
لا تزال أيرلندا الشمالية جزءًا من المملكة المتحدة، ولكن لديها أقلية قومية تفضل أن تكون جزءًا من أيرلندا الموحدة. في إيرلندا الشمالية، يستخدم مصطلح «قومي» للإشارة إلى السكان الكاثوليكيين بشكل عام أو إلى مؤيدي الحزب الديمقراطي الاجتماعي والعمل المعتدل.
تشير «القومية» في هذا المعنى المحدود إلى التقاليد السياسية التي تفضل وجود أيرلندا المستقلة والموحدة التي تحققت بوسائل غير عنيفة. ويوصف عموماً أكثر نزعة القومية المتشددة، كما تبناها «الشين فين»، بأنها «جمهورية» واعتبرت مختلفة نوعا ما، على الرغم من أن حزب العصر الحديث يزعم أنه حزب دستوري ملتزم بالوسائل السلمية والديمقراطية على وجه الحصر.
صوّتت أيرلندا الشمالية لصالح بقاء في استفتاء الاتحاد الأوروبي إلى جانب اسكتلندا، وكان الإجماع الرئيسي هو أن هذا التصويت جاء من الخوف من وجود حدود قوية بين أيرلندا الشمالية وجمهورية أيرلندا، فضلاً عن المخاوف من وجود حدود صلبة تخالف اتفاقية الجمعة الحزينة.

## ويلز
يتم الترويج للاستقلال بشكل رئيسي من قبل الحزب القومي الويلزي.

## كورنوال
ولدى رابطة سلتيك ومؤتمر سلتيك فرع من فروع الكورنيش ويتعرفان على كورنوال كدولة سلتيك إلى جانب جزيرة آيل أوف مان وأيرلندا واسكتلندا وويلز وبريتاني. الدوري هو مجموعة ضغط سياسي حملات من أجل الاستقلال والتعاون السلتي.

## أولستر
وقد تم دعم الاستقلال من قبل مجموعات مثل «أولستر الطريق الثالث» وبعض الفصائل في رابطة دفاع ألستر. ومع ذلك، فهي وجهة نظر هامشية في أيرلندا الشمالية. وهي ليست مدعومة من قبل أي من الأحزاب السياسية الممثلة في جمعية أيرلندا الشمالية ولا حكومة المملكة المتحدة أو حكومة جمهورية أيرلندا.

## لندن
يشير استقلال لندن، الذي اختصر في بعض الأحيان إلى «الاعتماد على العالم»، إلى اعتقاد يؤيد الاستقلال الكامل في لندن كدولة مدينة منفصلة عن المملكة المتحدة.